# Tillandsia velutina
Tillandsia velutina är en gräsväxtart som beskrevs av Renate Ehlers. Tillandsia velutina ingår i släktet Tillandsia och familjen Bromeliaceae. Inga underarter finns listade i Catalogue of Life.